# Bad Gyal
Alba Farelo Solé (Vilassar de Mar, Barcelona, 7 de março de 1997) mais conhecida pelo seu nome artístico Bad Gyal, é uma cantora, compositora, modelo, produtora e DJ espanhola da Comunidade Autônoma da Catalunha. Sua música é tida como uma fusão de gêneros da música urbana, tais como dancehall, reggaeton, pop, trap, r&b e rap.
Conhecida por cantar em espanhol, catalão e inglês, Bad Gyal é uma artista multilíngue aclamada por críticos musicais, incluindo os de renomadas revistas como a Billboard, que destacou o 'twist que ela está dando à música urbana e ao dancehall com suas inovações musicais'. As revistas L'Officel, Dazed e Vice também ovacionaram a artista, definindo-a como Rainha do Dancehall, do Reggaeton e do Rap Catalão.
Apesar de sua curta carreira, Bad Gyal já conta com 17 discos de platina e 6 de ouro somente na Espanha, tornando-a um dos maiores nomes da música hispânica. 

## Vida pessoal
É filha do ator e dublador Eduard Farelo i Nin, sendo a mais velha de cinco irmãos. Aos 10 anos ouviu um álbum do cantor jamaicano Sean Paul, por um canal de televisão, e pediu para que seus pais lhe dessem aquele CD como presente de aniversário pois estava encantada com o ritmo do Dancehall.
Estudou Design de Moda na Universidade de Barcelona, abandonando o curso posteriormente para dedicar-se inteiramente à carreira na música.
Trabalhou em vários empregos, tendo sido o último numa padaria em seu vilarejo natal, para que pudesse pagar por melhores produtores da cena musical urbana, bem como por figurinos e perucas. A artista revelou que apesar de não se sentir feliz naquelas profissões, foi um esforço que valeu a pena. Ela também é irmã da cantora Mushkaa.
Estreou como atriz na série El Fanático da Netflix interpretando ela mesma

## Carreira

### 2016–17: Início de carreira eSlow Wine Mixtape
Ficou conhecida na Espanha em 2016, após publicar, em seu canal no YouTube, um cover da canção "Work" de Rihanna. Intitulado "Pai" - gíria catalã para dinheiro, o cover com clipe caseiro gravado numa banheira e pelas ruas de Barcelona logo viralizou no país. Em entrevista dada no começo da carreira, Bad Gyal pontuou o catalão como idioma que lhe vinha à mente quando escrevia músicas, visto que, como catalã, ela tem o idioma da região como sua primeira língua.
Uma série de singles em catalão sucederam Pai. As caseiras "Indapanden", "No Pierdo Nada" e "Leiriss" foram escritas inteiramente por Farelo e produzidas por seu amigo Fakeguido, produtor com quem seguiu colaborando nos anos seguintes. Bad Gyal foi uma das primeiras a cantar em catalão ritmos que geralmente eram cantados em inglês ou castelhano, e por vezes misturava esses idiomas em uma única canção, atraindo a atenção da mídia espanhola e internacional como uma das principais promessas musicais do país.
Em 11 de novembro de 2016, Bad Gyal lançou a mixtape Slow Wine, que lhe concedeu maior holofote a nível mundial, chamando a atenção de diversos artistas de fora da Espanha, como o cantor canadense The Weeknd. A fusão de gêneros em sua música foi tida como única e inovadora. Vários meios de comunicação internacionais declararam que ela seria uma dos artistas que estariam fazendo a música do futuro.
De Slow Wine Mixtape saiu o que viria a ser um dos maiores hits de Bad Gyal: a canção "Fiebre". Primeiro grande sucesso comercial da artista, a música mais tarde entraria para a trilha sonora da série espanhola Elite, se tornando uma sensação no país após viralizar um vídeo do elenco dançando ao som da música.
O sucesso da mixtape levou Bad Gyal a performar em diversos festivais, como no festival Red Bull Music Academy em Los Angeles. Em 2017 a artista saiu em tour nos Estados Unidos e no México.

### 2018:Worldwide Angel
Em 21 de fevereiro de 2018, Bad Gyal lançou a criticamente aclamada Worldwide Angel, sua segunda mixtape, produzida por vários músicos internacionais, nomeadamente Jam City, Dubbel Dutch, D33J e os produtores espanhois El Guincho e, novamente, Fakeguido.
A mixtape contou com nove músicas, dentre elas vários singles, como "Candela" - com videoclipe gravado na Jamaica, "Yo Sigo Iual", com videoclipe estrelando Bad Gyal com seus amigos, primos e irmãs em Vilassar de Mar, e "Internacionally", que fez parte da trilha sonora da segunda temporada de Elite e recebeu videoclipe inspirado em "No Scrubs", do grupo estadunidense TLC.

### 2021:Warm Up EP
Em 19 de Março de 2021, Farelo lançou o aguardado Warm Up, um extended play com 8 músicas, incluindo singles lançados anteriormente, como "Aprendiendo El Sexo", "Blin Blin" - com o cantor porto-riquenho Juanka, "Pussy", "Judas" - com o cantor argentino Khea, e "Zorra Remix" - com a participação do cantor porto-riquenho Rauw Alejandro.

#### Parceria e coleção de roupas com Bershka
Após o lançamento de seu ep Warm Up, Bad Gyal anunciou através de seu perfil no Instagram uma coleção de roupas com a Bershka, em uma entrevista ela disse: São acessórios do meu armário que não podem passar despercebidos.

### 2024: La Joia
No dia 26 de Janeiro, Lançou seu tão aguardado primeiro álbum, intitulado La Joia. Em uma entrevista disse que em seu primeiro álbum veríamos suas "jóias" muito pessoais.
O álbum contou com 15 músicas, algumas lançadas anteriormente por ela como "Sexy", "Sin carné", "Real G" com Quevedo, "Chulo pt.2" com Tokischa e Young Miko.

## Discografia
Mixtapes
- Slow Wine Mixtape (2016)
- Worldwide Angel (2018)

Extended plays
- Warm Up (2021)
- Sound System: The Final Releases (2021)

 Álbuns
- La Joia (2023)